# وثار فريدريك
وثار فريدريك (بالألمانية: Lothar Friedrich)‏ هو دراج ألماني، ولد في 11 ديسمبر 1930 في فولكلينغن في ألمانيا، وتوفي في 19 أبريل 2015.

## وصلات خارجية
- وثار فريدريك على موقع أرشيف الدراجات (الإنجليزية)
- وثار فريدريك على موقع إحصائيات الدراجات الإحترافية (الإنجليزية)